# تن الپوش
تن الپوش (انگلیسی: Ton Alcover؛ زادهٔ ۱۷ ژانویهٔ ۱۹۹۰) بازیکن فوتبال اهل اسپانیا است.
از باشگاه‌هایی که در آن بازی کرده‌است می‌توان به باشگاه خیمناستیک تاراگونا اشاره کرد.